# Isa (album)
Pour les articles homonymes, voir ISA.
Albums de Enslaved
Below the Lights
(2003) Ruun
(2006)
Isa est le huitième album studio du groupe de Black metal norvégien Enslaved sorti le 1er novembre 2004 sous le label Candlelight Records.
C'est incontestablement l'album le plus progressif de toute la discographie de Enslaved. L'approche technique y est en effet la plus marquée et est beaucoup plus poussée.

## Musiciens
- Grutle Kjellson - Chant, Basse
- Ivar Bjørnson - Guitare
- Arve Isdal - Guitare
- Herbrand Larsen - Claviers
- Cato Bekkevold - Batterie

## Titres
1. Intro Green Reflection - 0:51
2. Lunar Force - 7:03
3. Isa - 3:46
4. Ascension - 6:45
5. Bounded by Allegiance - 6:38
6. Violet Dawning - 3:49
7. Return to Yggdrasill - 5:39
8. Secrets of the Flesh (Instr.) - 3:36
9. Neogenesis - 11:58
10. Outro: 'Communion' (Excerpt) - 0:56